# Viganò
Viganò é uma comuna italiana da região da Lombardia, província de Lecco, com cerca de 1.767 habitantes. Estende-se por uma área de 1 km², tendo uma densidade populacional de 1767 hab/km². Faz fronteira com Barzanò, Missaglia, Monticello Brianza, Sirtori.

## Demografia
| Variação demográfica do município entre 1861 e 2011                               |
|                                                                                   |
| Fonte: Istituto Nazionale di Statistica (ISTAT) - Elaboração gráfica da Wikipedia |